# Phipps Conservatory and Botanical Gardens
Phipps Conservatory and Botanical Gardens (česky: Phippsův skleník a botanické zahrady) je botanická zahrada ležící na ploše parku Schenleyové v pensylvánském Pittsburghu. Jako jedna z městských pamětihodností se stala součástí amerického Národního registru historických míst (NHRC).
Botanickou zahradu založil v roce 1893 ocelářský a realitní magnát Henry Phipps v podobě daru městu Pittsburgh. Areál měl sloužit k edukativním účelům i jako místo odpočinku obyvatel. Na pozemku vznikly typické zahrady jednotlivých stylů (římské, anglické, francouzské aj.) a pěstována byla řada druhů exotických rostlin (palem, sukulentů, bonsají, orchidejí aj.). Postupné úpravy pozemku vedly k propracovanému systému zahrad zahrnujících čtrnáct skleníků a k nim přilehlých otevřených ploch. K základnímu účelu výstavy rostlin se, díky sklářské a kovodělné práci manufaktury Lord & Burnham, skleníky staly příkladem viktoriánské architektury. Po roce 1910 byla zřízena také vodní zahrada.
Phippsův skleník představuje jednu z „nejzelenějších“ budov na světě. Vstupní pavilon skleníku obdržel stříbrný stupeň ekologické certifikace LEED. Výrobní zařízení skleníku získalo platinovou certifikaci jako vůbec první takový typ budovy. Také Centrum pro udržitelný rozvoj krajiny (Center for Sustainable Landscapes), navržené jako součást zahrady, s budovou šetrnou k životnímu prostředí, má platinové osvědčení LEED. Jedná se o stavbu s nulovou spotřebou energie.

## Kryté zahrady

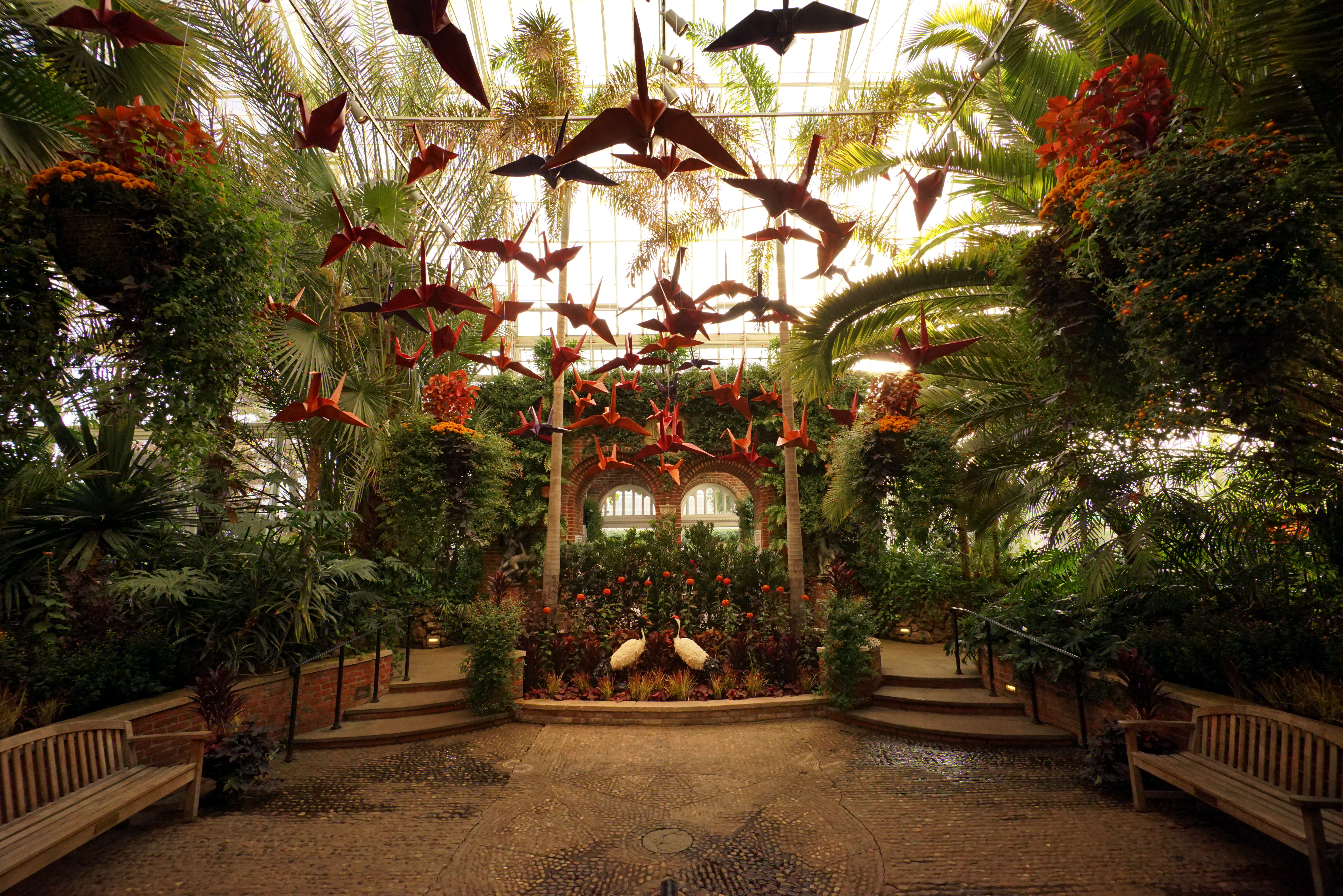
Papíroví jeřábi zavěšení ve skleníku Palm Court

- Palm Court obsahuje druhy palem.[8] Ve skleníku se nachází původní plaketa z otevření botanické zahrady a instalace skleněných plastik amerického uměleckého skláře Dalea Chihulyho. V důsledku zhoršování kvality chlazeného skla byla sbírka v roce 2008 restaurována.[9]
- Serpentine Room, skleník původně známý jako Border Garden, přestavěný v osmnáctiměsíční rekonstrukci 1978–1979.[10]
- Fern Room obsahuje zástupce kapradin, cykasovitých a dalších rostlin.[11]
- Orchid Room obsahuje zástupce orchidejí. Skleník byl založen v roce 1931 z daru 800 vzácných orchidejí Charlesem D. Armstrongem.[12]
- Stove Room od jara do podzimu obsahuje druhy motýlů. Z rostlin jsou zastoupeny exempláře z tropických pralesů.
- South Conservatory obsahuje výstavy sezónních květin. Od roku 1999 se skleník během podzimu a zimy mění na výstavu Garden Railroad, s modely železnic mezi rostlinami.[13]
- Tropical Fruit and Spice Room představuje tropické a subtropické ovoce, ořechy a koření
- Tropical Forest Conservatory, skleník otevřený v prosinci 2006,[14] obsahuje výstavy rostlin různých regionů světa s tříletou periodicitou. V roce 2015 v něm probíhala expozice Konga.[15]
- Gallery Room obsahuje výukové výstavy typu farmářských trhů, s interaktivním zapojením dětí do programů. V 50. a 60. letech dvacátého století nesl skleník název Modern Room a nabízel moderní zahradní výjevy.[16]
- Sunken Garden obsahuje vodotrysky, zavěšené košíky a záhony.[17]
- Desert Room představuje život rostlin, jimž se daří v pouštním prostředí. Obsahuje kaktusy a další sukulenty. Skleník byl otevřený v roce 1902 jako Cacti House.[11][18]
- Victoria Room obsahuje centrálně situovaný rybník s interaktivní fontánou.
- Broderie Room, skleník známý jako broderiový parter – Parterre de Broderie.[19] Imituje styl francouzské zahrady z období Ludvíka XIV. Probíhají v něm svatební obřady. Otevřen byl v roce 1939 pod názvem Cloister Garden[20] a roku 1966 došlo k rekonstrukci na Broderie Room.
- East Room představuje změny ročních období.

## Otevřené zahrady

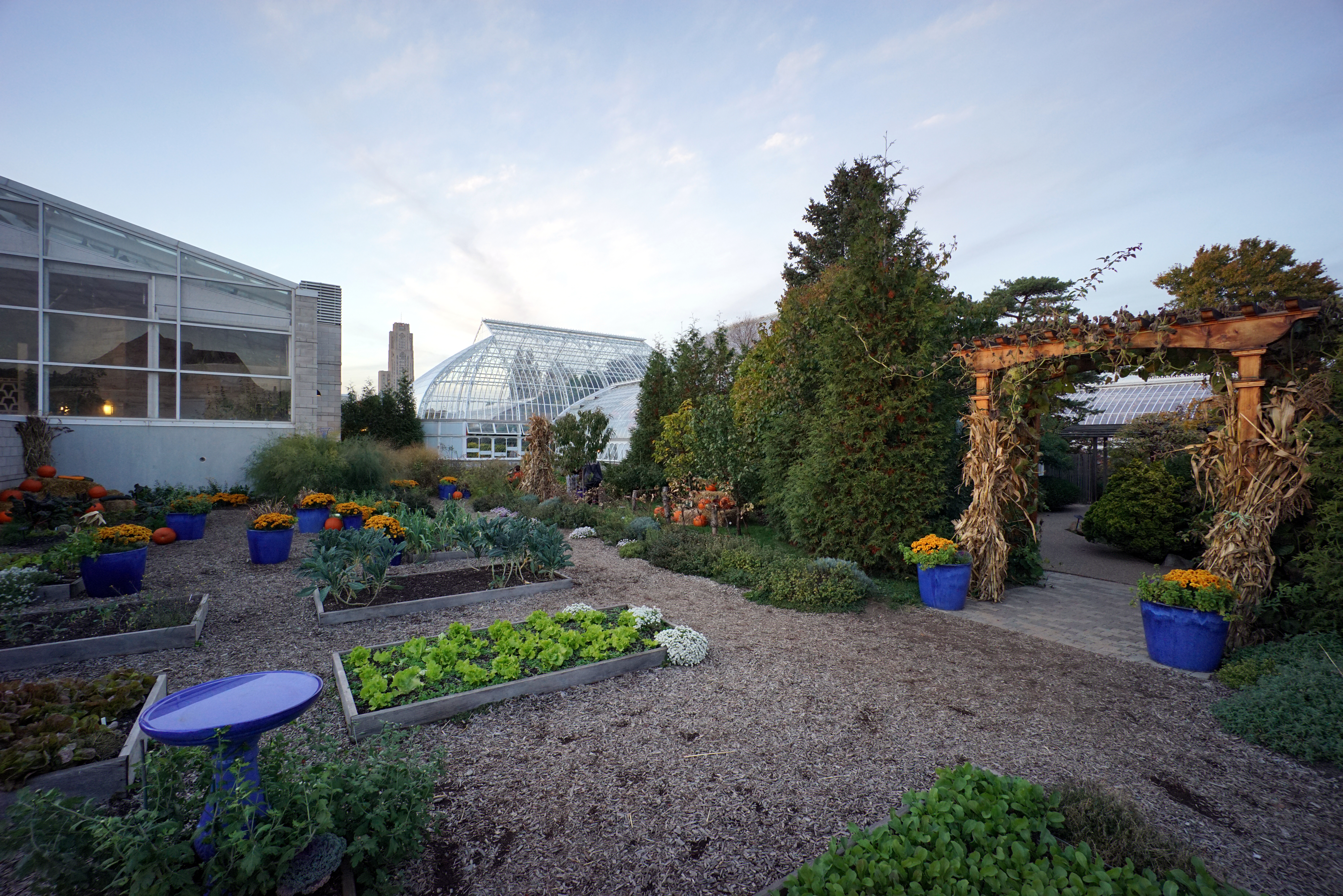
Zahrada Rooftop Edible Garden obsahuje jedlou zeleninu a ovoce

- Rooftop Edible Garden obsahuje několik druhů jedlé zeleniny a ovoce.
- Japanese Courtyard Garden obsahuje japonskou zahradu a bonsaje. Zahradu navrhl japonský zahradní architekt Hoiči Kurisu a k otevření došlo v roce 1991.[21]
- Children's Discovery Garden, zahrada navržená pro přilákání ptáků, motýlů a včel. Obsahuje také slatě.
- Outdoor Garden, zahrada rozčleněná do menších ploch představujících sbírky květin, včetně bylin, léčivek, trvalek, kapradin a zakrslých jehličnanů. Původně byla navržená v roce 1936 jako Perennial Garden a přestavěná roku 1986 i se změnou názvu.[22]
- Botany Hall podél mostu Panther Hollow Bridge obsahuje pěšinky, lavičky a fontánky. Slouží k edukativním programům a společenským událostem.[23] Zahrada vznikla roku 1901 z příspěvku Henryho Phippse.[24] K její renovaci došlo v 90. letech dvacátého století.
- Aquatic Garden, dvě nádrže vodní zahrady v létě obsahují tropické vodní rostliny. V jižní nádrži, vyhloubené v roce 1939, stojí socha římského boha vod a moří Neptuna, darovaná Phippsovi krátce po otevření skleníku roku 1893. Severní nádrž vznikla mezi lety 1910–1915.[3]

## Galerie

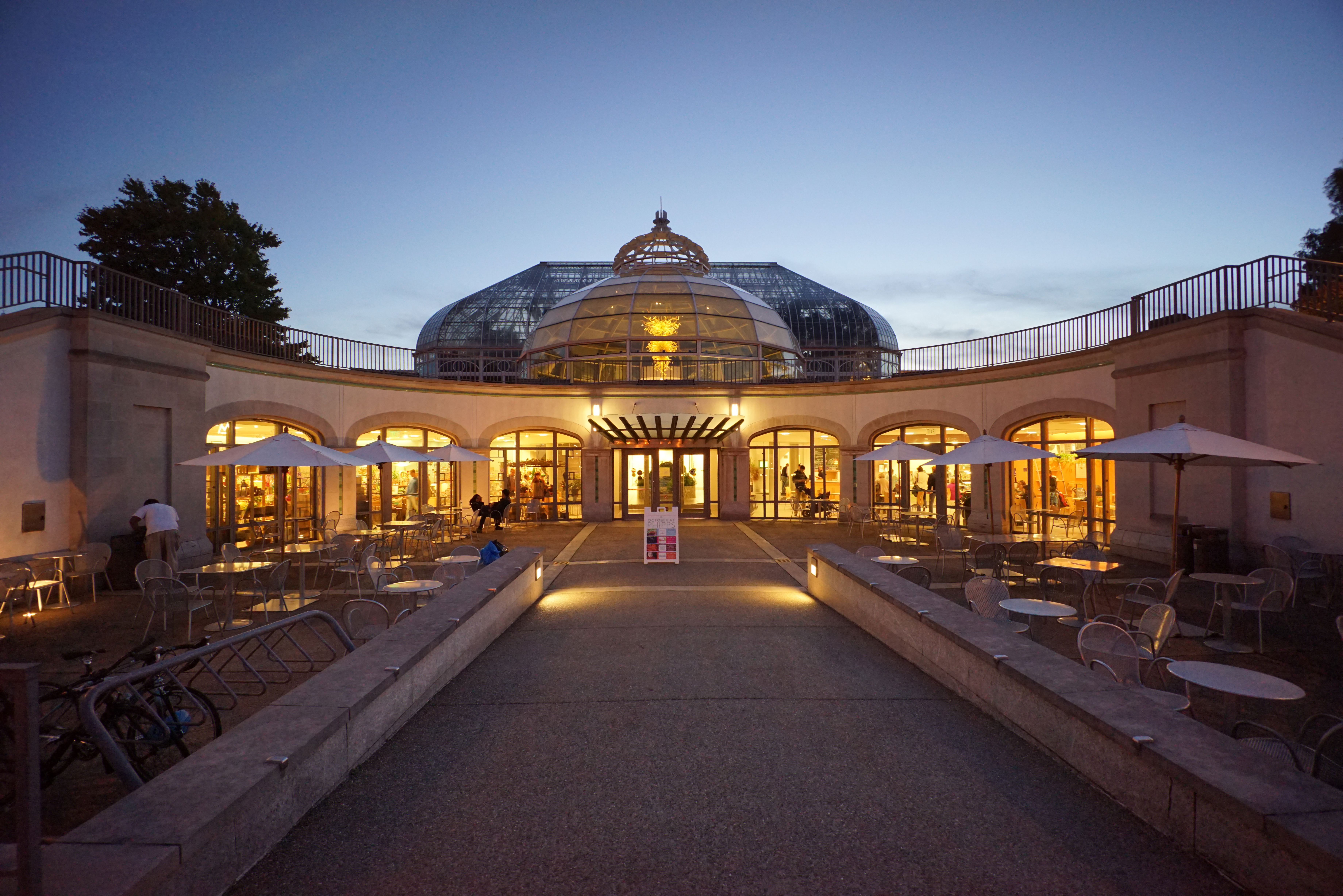
Welcome Center z roku 2005 v neoviktoriánském stylu
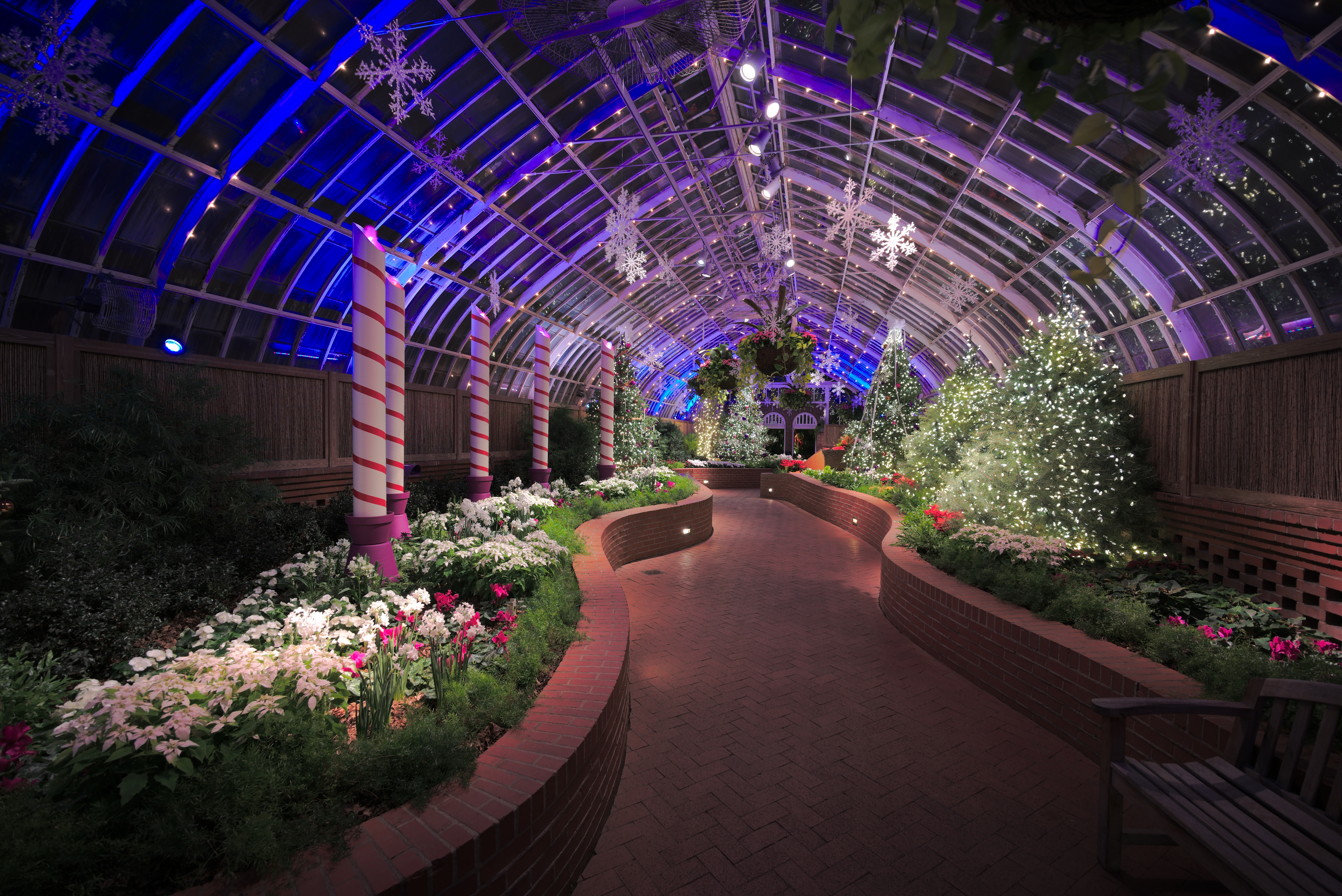
Výstava zimních rostlin, Serpentine Room
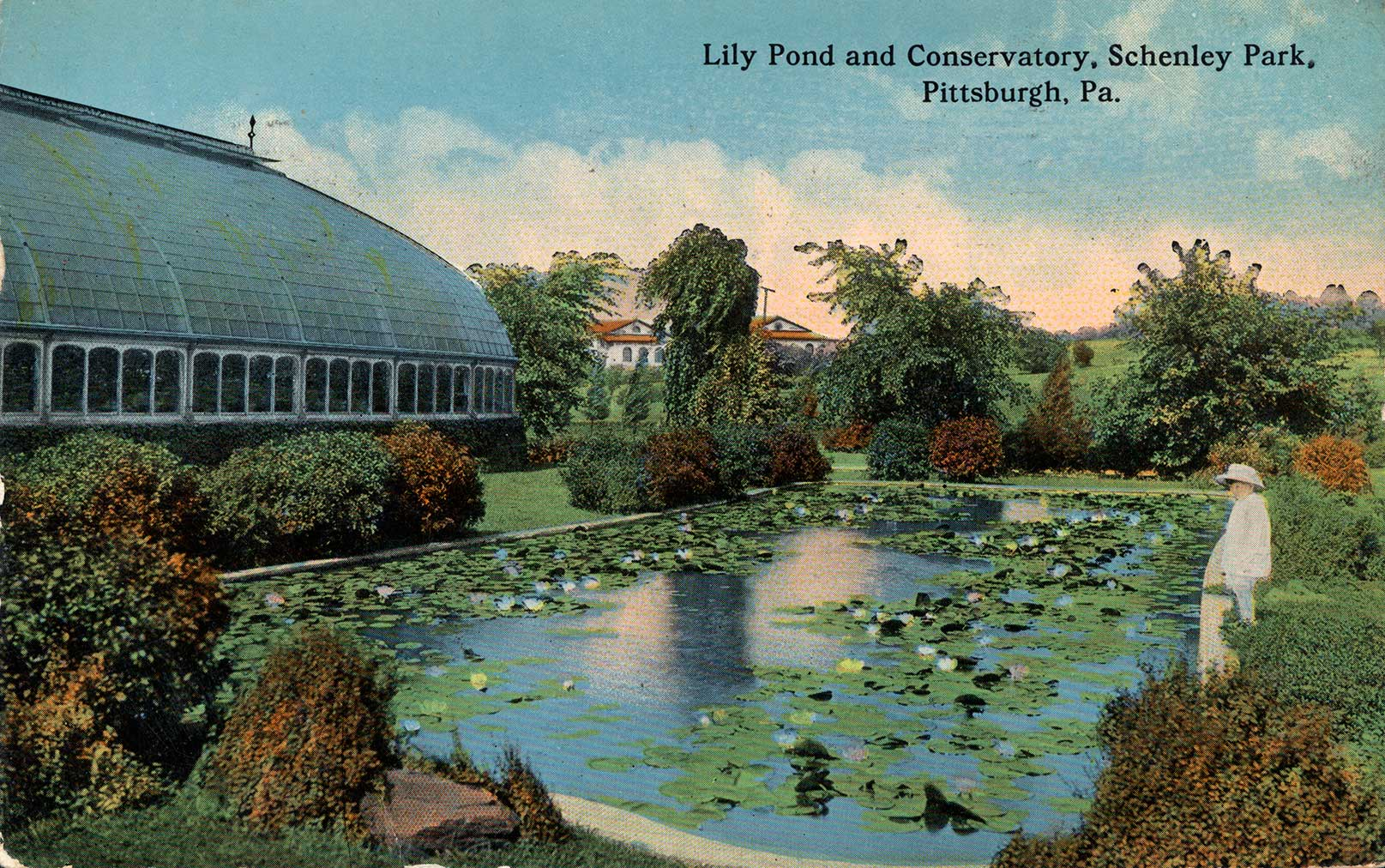
Pohlednice Aquatic Garden, 1915
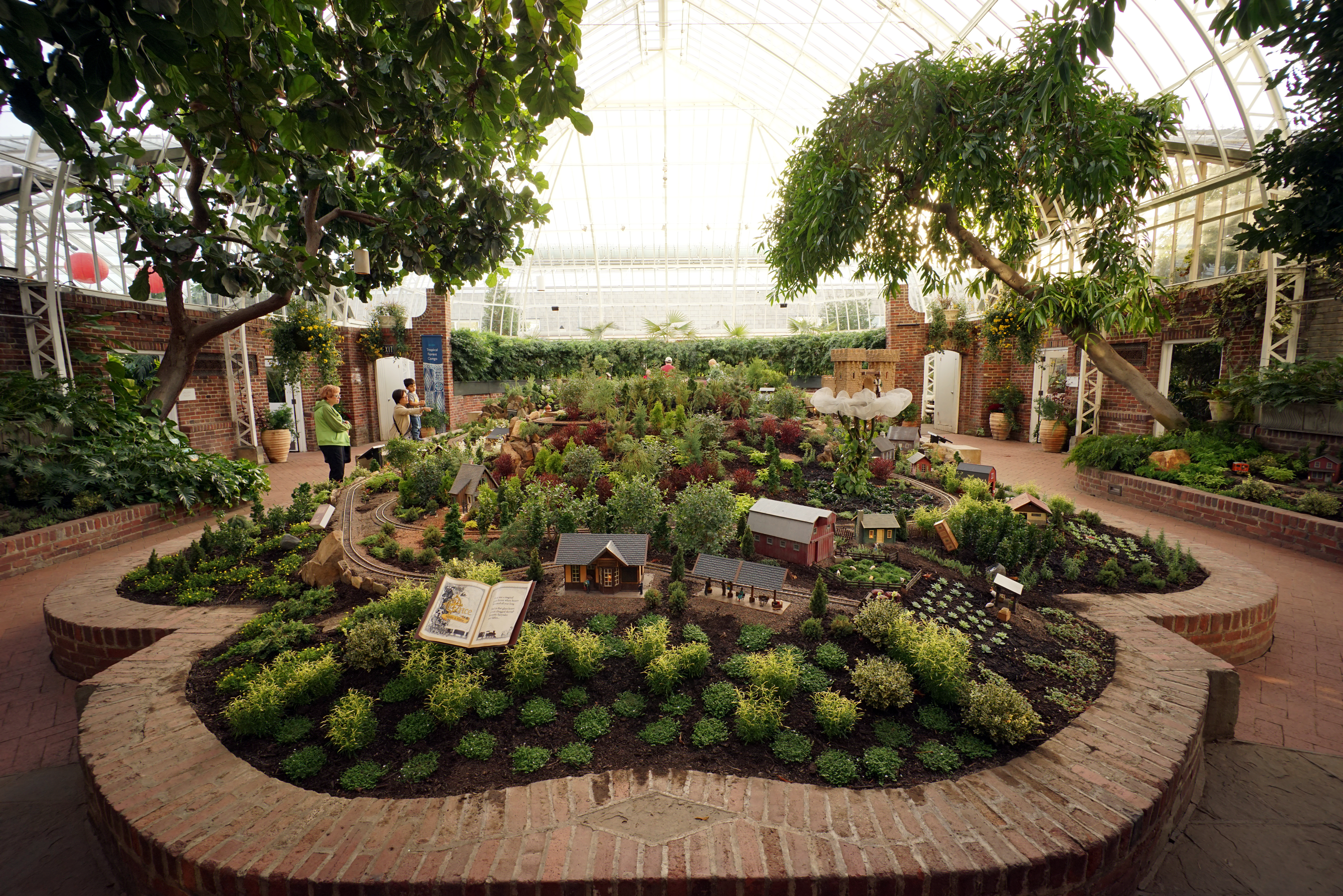
Skleník s modely železnic, South Conservatory
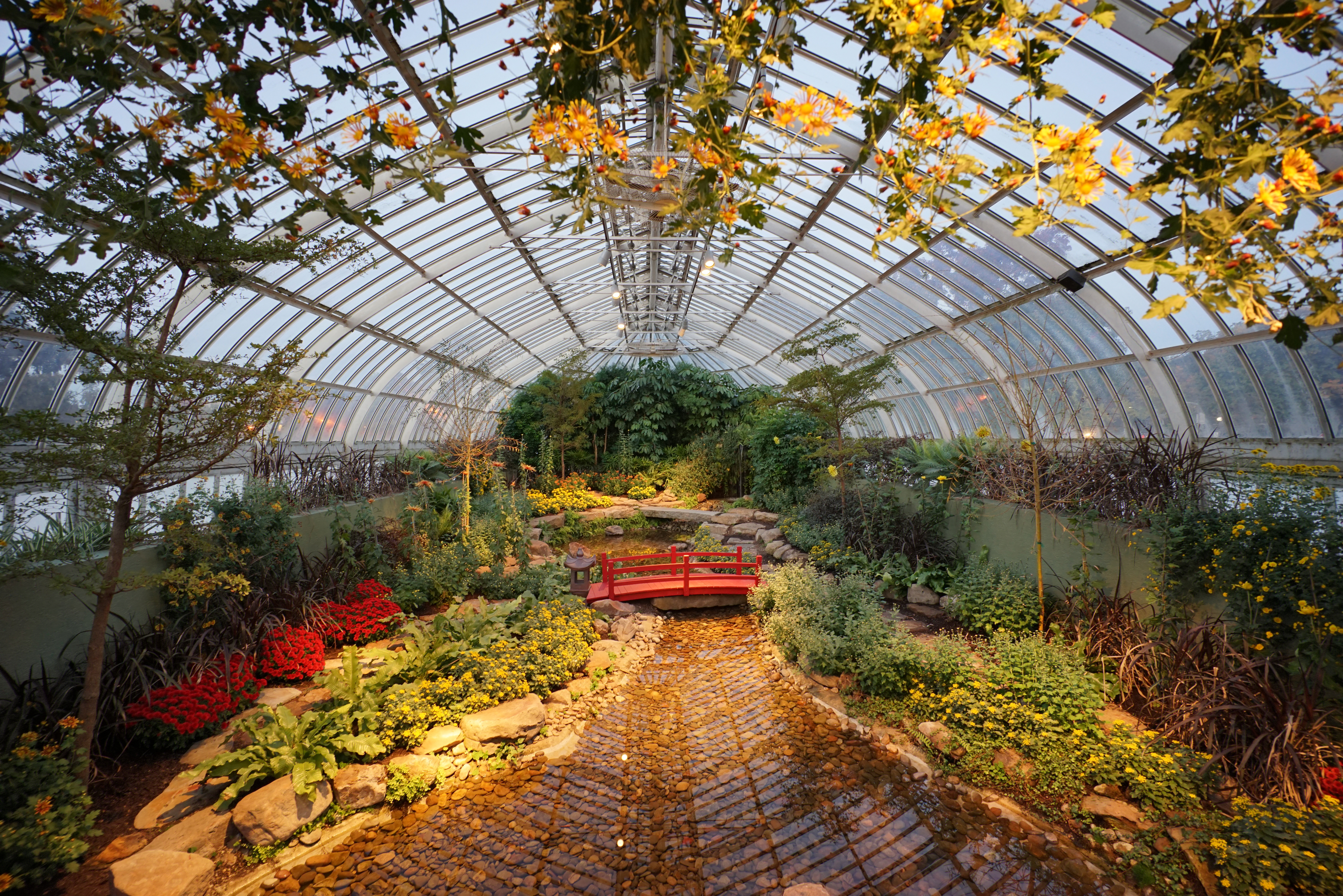
Japonská zahrada, East Room
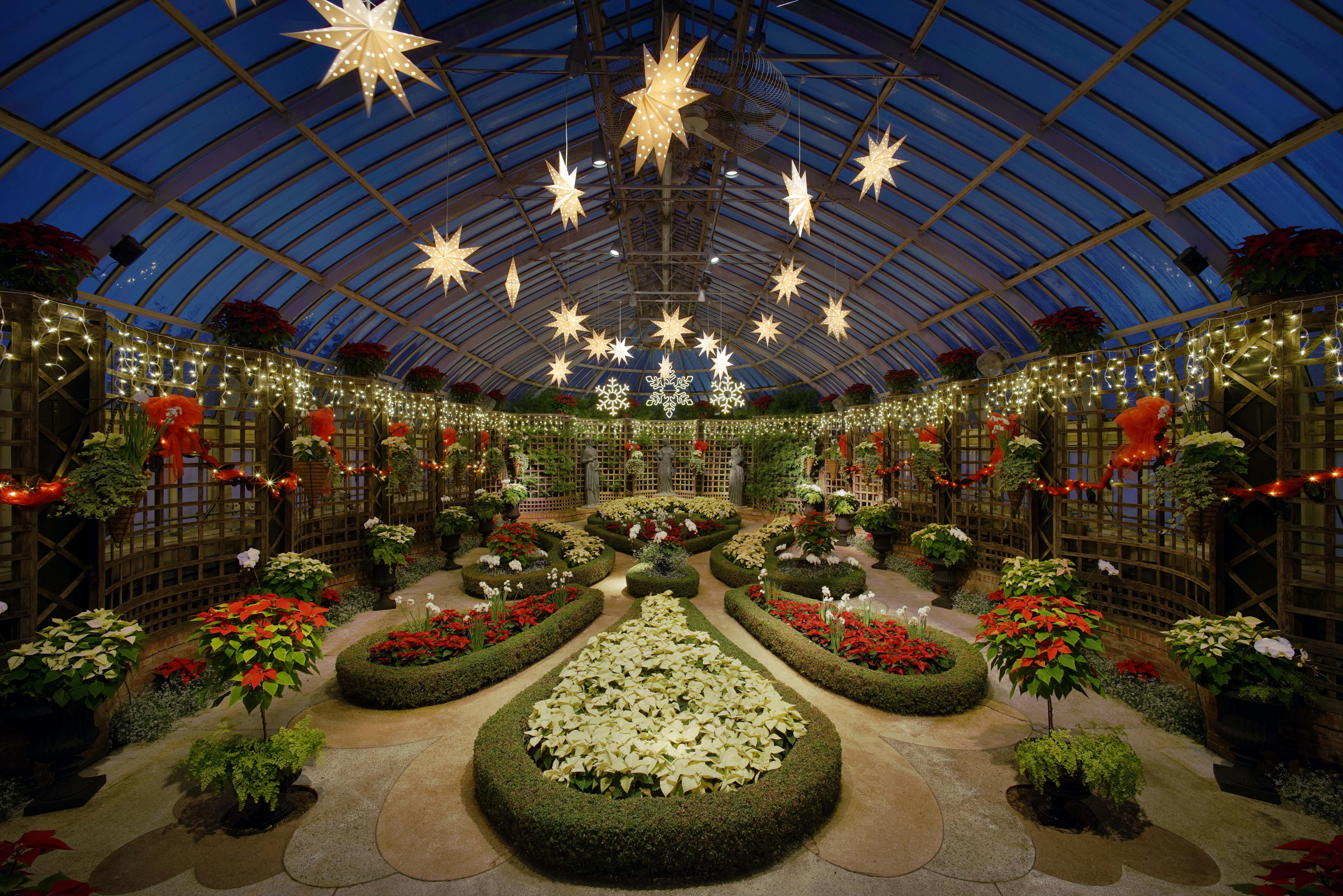
Broderie Room ve stylu francouzského broderiového parteru